# Крулікув-Чварти
Крулікув-Чварти (пол. Królików Czwarty) — село в Польщі, у гміні Ґродзець Конінського повіту Великопольського воєводства.
Населення — 140 осіб (2011).
У 1975-1998 роках село належало до Конінського воєводства.

## Демографія
Демографічна структура станом на 31 березня 2011 року:
|          | Загалом | Допрацездатний вік | Працездатний вік | Постпрацездатний вік |
| -------- | ------- | ------------------ | ---------------- | -------------------- |
| Чоловіки | 67      | 20                 | 44               | 3                    |
| Жінки    | 73      | 16                 | 40               | 17                   |
| Разом    | 140     | 36                 | 84               | 20                   |